# 한해인
한해인은 대한민국의 연극배우이자 영화배우이다. 연극배우로 활동을 시작하였으며, 2016년 단편 영화 《모모》에 출연하며 영화배우로도 활동을 시작하였다. 2020년 7월 2일 빅픽처엔터테인먼트와 전속계약을 체결하였다.

## 출연작

### 영화
| 연도   | 제목                   | 배역   | 비고                                      |
| ------ | ---------------------- | ------ | ----------------------------------------- |
| 2016년 | 《모모》               | 소희   | 단편 영화                                 |
| 2016년 | 《합의》               | 세영   | 단편 영화                                 |
| 2016년 | 《좁은 문》            | 연희   | 단편 영화                                 |
| 2017년 | 《나와 당신》          | 무진   | 단편 영화                                 |
| 2017년 | 《너와 극장에서》      | 선영   | 옴니버스 영화; 〈우리들의 낙원〉 에피소드 |
| 2018년 | 《증언》               | 오대리 | 단편 영화                                 |
| 2018년 | 《밤의 문이 열린다》   | 강혜정 | 주연                                      |
| 2019년 | 《차대리》             | 차대리 | 단편 영화                                 |
| 2020년 | 《이별의 목적》        | 윤나린 | 주연                                      |
| 2020년 | 《세이레》             | 세영   | 단편 영화                                 |
| 2020년 | 《이주선》             | 윤하   | 단편 영화                                 |
| 2021년 | 《열아홉》             | 복지사 |                                           |
| 2021년 | 《생각의 여름》        | 주영   |                                           |
| 2021년 | 《아워 미드나잇》      | 아름   |                                           |
| 2021년 | 《유산》               | 효은   | 단편 영화                                 |
| 2022년 | 《기기묘묘》           | 효은   | 유산 (옴니버스 영화)                      |
| 2023년 | 《나의 피투성이 연인》 | 유재이 |                                           |
| 2024년 | 《폭설》               | 수안   | 편집                                      |

### 드라마
| 연도   | 방송사 | 제목            | 배역          | 비고   |
| ------ | ------ | --------------- | ------------- | ------ |
| 2022년 | MBC    | 《내일》        | 신예나        | 16부작 |
| 2023년 | MBC    | 《조선 변호사》 | 정우수의 아내 | 16부작 |